# 北勝国英明
北勝国 英明（ほくとくに ひであき、1985年6月7日 - ）は、山形県鶴岡市出身で八角部屋に所属した元大相撲力士。本名は林 英明。身長178cm、体重151kg。得意技は押し、右四つ、寄り。最高位は東十両6枚目（2012年7月場所）。血液型はO型。

## 略歴
山形県鶴岡市立鶴岡第四中学校を卒業後角界入り。2001年3月場所で初土俵。初めて番付に名前が載った5月場所の5番相撲で、同期である後の横綱白鵬の立合い変化に敗れた際に右手の人指し指と中指を骨折、肩も脱臼し途中休場。2005年にも稽古中に右手首を骨折して手術するという不運に見舞われたが、この怪我を機に取り口を押し相撲から右差しに変えると徐々に番付を上げ、2008年1月場所では西幕下3枚目で5勝2敗の好成績を収め、翌3月場所において新十両昇進を果たした。しかしその場所は6勝9敗に終わり、1場所で幕下に陥落した。
その後は幕下上位に定着していたものの、古傷である右手首の状態が思わしくなく、再び手術を行ったもののさらに状態が悪化し、西幕下5枚目の位置で迎えた2009年5月場所から6場所連続で全休した。2010年1月場所後に骨の一部を除去するという3回目の手術を受けた際に、師匠の八角親方（元横綱・北勝海）は復帰が2011年になる見通しを示した。2010年5月場所の時点では関取経験者としては昭和以降5番目の低地位である東序ノ口9枚目まで番付を下げ、この場所は序ノ口残留のために7番相撲のみ出場したが、次の7月場所で再び全休し、関取経験者としては昭和以降では1982年5月場所における龍門以来、史上2例目の番付外転落となった。大相撲野球賭博問題において野球賭博への関与が明らかになったものの、賭け額が軽微であったため処分を見送られているが、休場にこの件が関係しているかは不明である。
番付外となった2010年9月場所では3日目に1番相撲を取った。前述の龍門は1982年5月場所には出場せずそのまま廃業したため、関取経験者が前相撲で相撲を取ったのは昭和以降では北勝国が初めてである。この場所では3日目から5日目まで3連勝して再出世、序ノ口に復帰した翌11月場所では7戦全勝で優勝を果たした。序二段に上がった2011年1月場所でも7戦全勝したが、優勝決定戦で敗れ優勝は逃した。三段目に上がった同年5月技量審査場所も7戦全勝で、この場所では優勝決定戦にも勝利し三段目優勝を果たした。この時点で番付に再び載ってから本割では21連勝となった。
大相撲八百長問題の影響で5月技量審査場所においては関取に大量の欠員が出ていたこともあり、2011年7月場所では西幕下9枚目と長期休場する前の幕下上位まで番付を戻した。この場所は初日に敗れて連勝は21で止まったが、5勝2敗と勝ち越し、7月27日の番付編成会議で翌9月場所で番付外陥落者としては初となる20場所ぶりに十両に復帰することが決定した。北勝国の場合は初土俵からの数字ではないが、前相撲に転落した場所から数えて5場所での十両への昇進は、板井と土佐豊が持つ前相撲（初土俵）から6場所での十両昇進を上回る記録となった（その後常幸龍も6場所で十両昇進）。その後は十両に定着していたが、自己最高位の東十両6枚目まで番付を上げた2012年7月場所を右膝外側靱帯損傷及び右脛骨剥離骨折で途中休場したため、翌9月場所では幕下へ陥落した。その後も出場することはなく、三段目に番付を落としていた2013年1月場所中日（1月20日）に、日本相撲協会から現役引退が発表された。断髪式は同年2月2日に行われた。
現役引退後は北海道函館市で水産加工の仕事に就く予定で、将来的に料理関係の仕事に就くことも考えていると断髪式を伝える記事で報じられた。

## その他
- 「北勝国」の四股名は師匠の現役名北勝海と、師匠と同時期に活躍した元横綱の大乃国に因んだ。
- 同部屋の大岩戸、放駒部屋の前田は鶴岡少年相撲教室の先輩である。
- 東京ヤクルトスワローズのファンであり、神宮球場のヤクルト対中日戦のレフトスタンド自由席で応援する姿が見られたことがある。

## 主な成績
- 通算成績：251勝183敗102休    勝率.578
- 十両成績：47勝51敗7休  勝率.480
- 現役在位：71場所
- 十両在位：7場所
- 各段優勝
  - 三段目優勝：1回 （2011年5月技量審査場所）
  - 序ノ口優勝：1回 （2010年11月場所）

### 場所別成績
| | 一月場所 初場所（東京）   | 三月場所 春場所（大阪）    | 五月場所 夏場所（東京） | 七月場所 名古屋場所（愛知） | 九月場所 秋場所（東京）   | 十一月場所 九州場所（福岡） |
| --- | ------------------------- | -------------------------- | ----------------------- | --------------------------- | ------------------------- | --------------------------- |
| 2001年 （平成13年） | x                         | （前相撲）                 | 東序ノ口18枚目 2–4–1    | 西序ノ口25枚目 6–1          | 西序二段61枚目 4–3        | 東序二段39枚目 2–5          |
| 2002年 （平成14年） | 西序二段65枚目 5–2        | 西序二段23枚目 5–2         | 西三段目86枚目 4–3      | 東三段目69枚目 2–5          | 西序二段2枚目 6–1         | 東三段目41枚目 4–3          |
| 2003年 （平成15年） | 西三段目25枚目 4–3        | 西三段目12枚目 4–3         | 西幕下59枚目 3–4        | 西三段目11枚目 3–4          | 東三段目23枚目 4–3        | 西三段目8枚目 3–4           |
| 2004年 （平成16年） | 西三段目21枚目 3–4        | 東三段目34枚目 4–6         | 東三段目21枚目 3–4      | 西三段目36枚目 5–2          | 西三段目9枚目 3–4         | 東三段目25枚目 4–3          |
| 2005年 （平成17年） | 東三段目12枚目 休場 0–0–7 | 西三段目72枚目 6–1         | 西三段目17枚目 5–2      | 東幕下57枚目 休場 0–0–7     | 西三段目37枚目 休場 0–0–7 | 西三段目97枚目 6–1          |
| 2006年 （平成18年） | 東三段目37枚目 6–1        | 東幕下53枚目 4–3           | 東幕下44枚目 5–2        | 東幕下26枚目 6–1            | 東幕下8枚目 4–3           | 西幕下5枚目 3–4             |
| 2007年 （平成19年） | 西幕下10枚目 2–5          | 東幕下26枚目 5–2           | 東幕下15枚目 4–3        | 西幕下10枚目 5–2            | 西幕下4枚目 3–4           | 東幕下8枚目 5–2             |
| 2008年 （平成20年） | 西幕下3枚目 5–2           | 東十両12枚目 6–9           | 東幕下筆頭 3–4          | 西幕下4枚目 3–4             | 西幕下8枚目 3–4           | 西幕下12枚目 4–3            |
| 2009年 （平成21年） | 西幕下8枚目 3–4           | 西幕下11枚目 4–3           | 西幕下5枚目 休場 0–0–7  | 西幕下45枚目 休場 0–0–7     | 西三段目25枚目 休場 0–0–7 | 西三段目85枚目 休場 0–0–7   |
| 2010年 （平成22年） | 西序二段45枚目 休場 0–0–7 | 東序二段115枚目 休場 0–0–7 | 東序ノ口9枚目 1–0–6     | 東序ノ口20枚目 休場 0–0–7   | （前相撲）                | 西序ノ口27枚目 優勝 7–0     |
| 2011年 （平成23年） | 西序二段22枚目 7–0        | 八百長問題 により中止      | 東三段目25枚目 優勝 7–0 | 西幕下9枚目 5–2             | 西十両13枚目 10–5         | 西十両7枚目 5–10            |
| 2012年 （平成24年） | 東十両11枚目 7–7–1        | 東十両12枚目 6–9           | 東十両14枚目 10–5       | 東十両6枚目 3–6–6           | 西幕下筆頭 休場 0–0–7     | 西幕下41枚目 休場 0–0–7     |
| 2013年 （平成25年） | 東三段目22枚目 引退 0–0–4 | x                          | x                       | x                           | x                         | x                           |
| 各欄の数字は、「勝ち-負け-休場」を示す。 優勝 引退 休場 十両 幕下 三賞：敢=敢闘賞、殊=殊勲賞、技=技能賞 その他：★=金星 番付階級：幕内 - 十両 - 幕下 - 三段目 - 序二段 - 序ノ口 幕内序列：横綱 - 大関 - 関脇 - 小結 - 前頭（「#数字」は各位内の序列） |                           |                            |                         |                             |                           |                             |

## 改名歴
- 林 英明（はやし ひであき） 2001年3月場所-2002年1月場所
- 北勝国 英明（ほくとくに ひであき） 2002年3月場所-2013年1月場所